# Анна Полина
Анна Полина (на английски: Anna Polina) е руско-френска порнографска актриса и режисьор на порнографски филми.
Родена е на 11 септември 1989 г. в град Санкт Петербург, Русия.
От 2012 г. компанията „Марк Дорсел“ започва да спонсорира мотоциклетиста Уго Пайен, участник в Рали Дакар. На мотоциклета му е поставено изображение на Анна Полина, а самата тя участва ежегодно във фотосесии и реклами на участието на Пайен и „Марк Дорсел“ в ралито. Анна Полина е обявена за кръстница на мотоциклета на Пайен, който получава и символичния номер 69.
През 2017 г. се снима заедно с порноактрисите Джеси Волт и Сара Сен Жермен във видеоклипа на песента „Витрина“ на френския рапър Валд.

## Награди и номинации
Носителка на награди
- 2012: XBIZ награда за чуждестранна изпълнителка на годината.[8]
- 2012: Dorcel Vision награда за най-добра френска актриса.[9]
- 2014: AVN награда за най-добра секс сцена в чуждестранна продукция – „Наивните“ (с Алеска Даймънд, Тара Уайт, Ейнджъл Пиаф, Рита, Майк Анджело).[10]

Номинации
- 2013: Номинация за AVN награда за чуждестранна изпълнителка на годината.[11][12]
- 2014: Номинация за AVN награда за чуждестранна изпълнителка на годината.[13]
- 2014: Номинация за XBIZ награда за чуждестранна изпълнителка на годината.[14]
- 2015: Номинация за XBIZ награда за чуждестранна изпълнителка на годината.[15]
- 2017: Номинация за XBIZ награда за чуждестранна изпълнителка на годината.[16]